# Dicranella edentata
Dicranella edentata là một loài rêu trong họ Dicranaceae. Loài này được Mitt. mô tả khoa học đầu tiên năm 1873.